# Ageratina
Ageratina, biljni rod iz porodice glavočika rasprostranjen po obje Amerike. Postoji otprilike tristo dvadeset priznatih vrsta (315), uglavnom trajnice i grmovi.
Nekoliko vrsta uvezeno je po drugim zemljama, a najviše Ageratina adenophora, koja je iz Meksika uvezensa u Kaliforniju, Australiju, i nekoliko afričkih, azijskih u europskih zemalja. Ova vrsta uvezena je i u Hrvatsku gdje je poznata kao žljezdasta konopljuša i ubilježena je pod sinonimnim imenom Eupatorium adenophorum Spreng.

## Opis
Ageratina je veliki rod koji se pojavljuju od Sjeverne Amerike preko Meksika i Srednje Amerike do Južne Amerike. Rod je prepoznatljiv po 5-rebrastim cipselama, glavicama s brojnim cvjetovima, papiloznoj unutarnjoj površini režnjeva vjenčića i papusu od brojnih čekinja.
Što se tiće roda Piptothrix, on ima 5 prvenstveno meksičkih vrsta biljaka ili manjih grmova. Od Ageratine je odvojen papusom koji je listopadan i ima relativno malo (15-25) čekinja, kao i smanjenim karpopodijumom. Molekularni podaci slažu se s drugim zapažanjima u sugeriranju da oni čine unutarnju skupinu roda Ageratina.

## Vrste
1. Ageratina acevedoana B.L.Turner
2. Ageratina acevedoi H.Rob.
3. Ageratina adenophora (Spreng.) R.M.King & H.Rob.
4. Ageratina adenophoroides H.Rob.
5. Ageratina aegirophylla (B.L.Rob.) R.M.King & H.Rob.
6. Ageratina altissima (L.) R.M.King & H.Rob.
7. Ageratina amblyolepis (B.L.Rob.) R.M.King & H.Rob.
8. Ageratina ampla (Benth.) R.M.King & H.Rob.
9. Ageratina anchistea (Grashoff & Beaman) R.M.King & H.Rob.
10. Ageratina angustifolia (Kunth) R.M.King & H.Rob.
11. Ageratina anisochroma (Klatt) R.M.King & H.Rob.
12. Ageratina apollinairei (B.L.Rob.) R.M.King & H.Rob.
13. Ageratina appendiculata V.M.Badillo
14. Ageratina aracaiensis V.M.Badillo
15. Ageratina arbutifolia (Benth.) R.M.King & H.Rob.
16. Ageratina areolaris (DC.) D.Gage ex B.L.Turner
17. Ageratina aristeguietii R.M.King & H.Rob.
18. Ageratina aristei (B.L.Rob.) R.M.King & H.Rob.
19. Ageratina aromatica (L.) Spach
20. Ageratina arsenei (B.L.Rob.) R.M.King & H.Rob.
21. Ageratina asclepiadea (L.f.) R.M.King & H.Rob.
22. Ageratina astellera (B.L.Turner) B.L.Turner
23. Ageratina atrocordata (B.L.Rob.) R.M.King & H.Rob.
24. Ageratina austin-smithii R.M.King & H.Rob.
25. Ageratina ayerscottiana B.L.Turner
26. Ageratina baccharoides (Kunth) R.M.King & H.Rob.
27. Ageratina badia (Klatt) R.M.King & H.Rob.
28. Ageratina barclayae R.M.King & H.Rob.
29. Ageratina barriei B.L.Turner
30. Ageratina beamanii B.L.Turner
31. Ageratina bellidifolia (Benth.) R.M.King & H.Rob.
32. Ageratina bishopii R.M.King & H.Rob.
33. Ageratina blepharilepis (Sch.Bip.) R.M.King & H.Rob.
34. Ageratina bobjansenii B.L.Turner
35. Ageratina boekei R.M.King & H.Rob.
36. Ageratina boyacensis R.M.King & H.Rob.
37. Ageratina brandegeeana (B.L.Rob.) R.M.King & H.Rob.
38. Ageratina brevipes (DC.) R.M.King & H.Rob.
39. Ageratina bustamenta (DC.) R.M.King & H.Rob.
40. Ageratina caeciliae (B.L.Rob.) R.M.King & H.Rob.
41. Ageratina calaminthifolia (Kunth) R.M.King & H.Rob.
42. Ageratina calophylla (Greene) R.M.King & H.Rob.
43. Ageratina campii H.Rob.
44. Ageratina campyloclada (B.L.Rob.) R.M.King & H.Rob.
45. Ageratina capazica V.M.Badillo
46. Ageratina capillipes R.M.King & H.Rob.
47. Ageratina cardiophylla (B.L.Rob.) R.M.King & H.Rob.
48. Ageratina carmonis (Standl. & Steyerm.) R.M.King & H.Rob.
49. Ageratina cartagoensis R.M.King & H.Rob.
50. Ageratina celestini (Cuatrec.) R.M.King & H.Rob.
51. Ageratina cerifera (McVaugh) R.M.King & H.Rob.
52. Ageratina chachapoyasensis (Cuatrec.) R.M.King & H.Rob.
53. Ageratina chazaroana B.L.Turner
54. Ageratina chimalapana B.L.Turner
55. Ageratina chiriquensis (B.L.Rob.) R.M.King & H.Rob.
56. Ageratina choricephala (B.L.Rob.) R.M.King & H.Rob.
57. Ageratina choricephaloides (B.L.Rob.) R.M.King & H.Rob.
58. Ageratina colimana B.L.Turner
59. Ageratina collodes (B.L.Rob. & Greenm.) R.M.King & H.Rob.
60. Ageratina concordiana B.L.Turner
61. Ageratina contigua R.M.King & H.Rob.
62. Ageratina contorta (C.D.Adams) R.M.King & H.Rob.
63. Ageratina corylifolia (Griseb.) R.M.King & H.Rob.
64. Ageratina crassiceps (B.L.Rob.) R.M.King & H.Rob.
65. Ageratina crassimonticola Rzed.
66. Ageratina crassiramea (B.L.Rob.) R.M.King & H.Rob.
67. Ageratina cremasta (B.L.Rob.) R.M.King & H.Rob.
68. Ageratina cronquistii R.M.King & H.Rob.
69. Ageratina cruzii B.L.Turner
70. Ageratina cuatrecasasii R.M.King & H.Rob.
71. Ageratina cuencana (B.L.Rob.) R.M.King & H.Rob.
72. Ageratina cuicatlana B.L.Turner
73. Ageratina cumbensis H.Rob.
74. Ageratina cutervensis (Hieron.) R.M.King & H.Rob.
75. Ageratina cuzcoensis (Hieron.) R.M.King & H.Rob.
76. Ageratina cylindrica (McVaugh) R.M.King & H.Rob.
77. Ageratina dasyneura (B.L.Rob.) R.M.King & H.Rob.
78. Ageratina davidsei R.M.King & H.Rob.
79. Ageratina deltoidea (Jacq.) R.M.King & H.Rob.
80. Ageratina desquamans (B.L.Rob.) R.M.King & H.Rob.
81. Ageratina dictyoneura (Urb.) R.M.King & H.Rob.
82. Ageratina dillonii H.Rob.
83. Ageratina diversipila R.M.King & H.Rob.
84. Ageratina dolichobasis (McVaugh) R.M.King & H.Rob.
85. Ageratina dombeyana (DC.) R.M.King & H.Rob.
86. Ageratina dorrii V.M.Badillo
87. Ageratina eleazarii Rzed.
88. Ageratina elegans (Kunth) R.M.King & H.Rob.
89. Ageratina enixa (B.L.Rob.) R.M.King & H.Rob.
90. Ageratina espinosarum (A.Gray) R.M.King & H.Rob.
91. Ageratina etlana B.L.Turner
92. Ageratina etlensis (B.L.Rob.) R.M.King & H.Rob.
93. Ageratina ewanii H.Rob.
94. Ageratina fastigiata (Kunth) R.M.King & H.Rob.
95. Ageratina feuereri H.Rob.
96. Ageratina flaviseta (B.L.Rob.) R.M.King & H.Rob.
97. Ageratina fleischmannioides H.Rob.
98. Ageratina flourensifolia (B.L.Turner) R.M.King & H.Rob.
99. Ageratina funckii (B.L.Rob.) R.M.King & H.Rob.
100. Ageratina geminata (McVaugh) R.M.King & H.Rob.
101. Ageratina gentryana B.L.Turner
102. Ageratina gilbertii (B.L.Rob.) R.M.King & H.Rob.
103. Ageratina glabrata (Kunth) R.M.King & H.Rob.
104. Ageratina glandulifera (Hieron.) R.M.King & H.Rob.
105. Ageratina glauca (Sch.Bip. ex Klatt) R.M.King & H.Rob.
106. Ageratina glechonophylla (Less.) R.M.King & H.Rob.
107. Ageratina glischra (B.L.Rob.) R.M.King & H.Rob.
108. Ageratina gloeoclada (B.L.Rob.) R.M.King & H.Rob.
109. Ageratina glyptophlebia (B.L.Rob.) R.M.King & H.Rob.
110. Ageratina gonzaleziorum B.L.Turner
111. Ageratina gracilenta (B.L.Rob.) R.M.King & H.Rob.
112. Ageratina gracilis (Kunth) R.M.King & H.Rob.
113. Ageratina grandifolia (Regel) R.M.King & H.Rob.
114. Ageratina grashoffii B.L.Turner
115. Ageratina guatemalensis R.M.King & H.Rob.
116. Ageratina gynoxoides (Wedd.) R.M.King & H.Rob.
117. Ageratina gypsophila B.L.Turner
118. Ageratina halbertiana (McVaugh) R.M.King & H.Rob.
119. Ageratina harlingii H.Rob.
120. Ageratina hartii (Urb.) R.M.King & H.Rob.
121. Ageratina hasegawana B.L.Turner
122. Ageratina havanensis (Kunth) R.M.King & H.Rob.
123. Ageratina hederifolia (A.Gray) R.M.King & H.Rob.
124. Ageratina helenae R.M.King & H.Rob.
125. Ageratina henzium B.L.Turner
126. Ageratina herbacea (A.Gray) R.M.King & H.Rob.
127. Ageratina hernandezii B.L.Turner
128. Ageratina hidalgensis (B.L.Rob.) R.M.King & H.Rob.
129. Ageratina hirtella R.M.King & H.Rob.
130. Ageratina huahuapana B.L.Turner
131. Ageratina huehueteca (Standl. & Steyerm.) R.M.King & H.Rob.
132. Ageratina humochica B.L.Turner
133. Ageratina hyssopina (A.Gray) R.M.King & H.Rob.
134. Ageratina ibaguensis (Sch.Bip. ex Hieron.) R.M.King & H.Rob.
135. Ageratina ilicifolia B.L.Turner
136. Ageratina illita (Urb.) R.M.King & H.Rob.
137. Ageratina iltisii B.L.Turner
138. Ageratina infiernillensis R.M.King & H.Rob.
139. Ageratina intercostulata (B.L.Rob.) R.M.King & H.Rob.
140. Ageratina intibucensis R.M.King & H.Rob.
141. Ageratina irrasa (B.L.Rob.) R.M.King & H.Rob.
142. Ageratina isolepis (B.L.Rob.) R.M.King & H.Rob.
143. Ageratina jahnii (B.L.Rob.) R.M.King & H.Rob.
144. Ageratina jaliscensis (B.L.Rob.) D.Gage ex B.L.Turner
145. Ageratina jalpana B.L.Turner
146. Ageratina jalpanserra B.L.Turner
147. Ageratina jocotepecana B.L.Turner
148. Ageratina josepaneroi B.L.Turner
149. Ageratina josephensis Rodr.-Cabeza & S.Díaz
150. Ageratina jucunda (Greene) Clewell & Wooten
151. Ageratina juxtlahuacensis Panero & Villaseñor
152. Ageratina killipii H.Rob.
153. Ageratina kochiana B.L.Turner
154. Ageratina kupperi (Suess.) R.M.King & H.Rob.
155. Ageratina lapsensis B.L.Turner
156. Ageratina lasia (B.L.Rob.) R.M.King & H.Rob.
157. Ageratina lasioneura (Hook. & Arn.) R.M.King & H.Rob.
158. Ageratina latipes (Benth.) R.M.King & H.Rob.
159. Ageratina leiocarpa (B.L.Rob.) D.Gage ex B.L.Turner
160. Ageratina lemmonii (B.L.Rob.) R.M.King & H.Rob.
161. Ageratina leptodictyon (A.Gray) R.M.King & H.Rob.
162. Ageratina liebmannii (Sch.Bip. ex Klatt) R.M.King & H.Rob.
163. Ageratina ligustrina (DC.) R.M.King & H.Rob.
164. Ageratina lobulifera (B.L.Rob.) R.M.King & H.Rob.
165. Ageratina lopez-mirandae R.M.King & H.Rob.
166. Ageratina lorentzii (Hieron.) R.M.King & H.Rob.
167. Ageratina luciae-brauniae (Fernald) R.M.King & H.Rob.
168. Ageratina lucida (Ortega) R.M.King & H.Rob.
169. Ageratina macbridei (B.L.Rob.) R.M.King & H.Rob.
170. Ageratina macdonaldii B.L.Turner
171. Ageratina macvaughii R.M.King & H.Rob.
172. Ageratina mairetiana (DC.) R.M.King & H.Rob.
173. Ageratina malacolepis (B.L.Rob.) R.M.King & H.Rob.
174. Ageratina manantlana B.L.Turner
175. Ageratina maranonii H.Rob.
176. Ageratina markporteri B.L.Turner
177. Ageratina mayajana B.L.Turner
178. Ageratina mazatecana B.L.Turner
179. Ageratina megacephala B.L.Turner
180. Ageratina megaphylla B.L.Turner
181. Ageratina miahuatlana B.L.Turner
182. Ageratina microcephala B.L.Turner
183. Ageratina miquihuana (B.L.Turner) R.M.King & H.Rob.
184. Ageratina molinae R.M.King & H.Rob.
185. Ageratina moorei B.L.Turner
186. Ageratina mortoniana (Alain) R.M.King & H.Rob.
187. Ageratina muelleri (Sch.Bip. ex Klatt) R.M.King & H.Rob.
188. Ageratina mutiscuensis (B.L.Rob.) R.M.King & H.Rob.
189. Ageratina neblinensis J.Montoya, E.Linares, Torres Marq., Vicente Orell.
190. Ageratina neohintoniorum B.L.Turner
191. Ageratina neriifolia (B.L.Rob.) R.M.King & H.Rob.
192. Ageratina nesomii B.L.Turner
193. Ageratina nubicola Pruski & Clase
194. Ageratina oaxacana (Klatt) R.M.King & H.Rob.
195. Ageratina ocanensis (B.L.Rob.) R.M.King & H.Rob.
196. Ageratina occidentalis (Hook.) R.M.King & H.Rob.
197. Ageratina oligocephala (DC.) R.M.King & H.Rob.
198. Ageratina oppositifolia (A.Gray) B.L.Turner
199. Ageratina oreithales (Greenm.) B.L.Turner
200. Ageratina ovilla (Standl. & Steyerm.) R.M.King & H.Rob.
201. Ageratina ozolotepecana B.L.Turner
202. Ageratina palmeri (A.Gray) B.L.Turner
203. Ageratina pampalcensis (B.L.Rob.) R.M.King & H.Rob.
204. Ageratina paramensis (Aristeg.) R.M.King & H.Rob.
205. Ageratina parayana (Espinosa) B.L.Turner
206. Ageratina parviceps H.Rob.
207. Ageratina paucibracteata (Alain) R.M.King & H.Rob.
208. Ageratina pauciflora B.L.Turner
209. Ageratina paupercula (A.Gray) R.M.King & H.Rob.
210. Ageratina pazcuarensis (Kunth) R.M.King & H.Rob.
211. Ageratina pelotropha (B.L.Rob.) R.M.King & H.Rob.
212. Ageratina pendula Panero & Villaseñor
213. Ageratina pentlandiana (DC.) R.M.King & H.Rob.
214. Ageratina perezii B.L.Turner
215. Ageratina persetosa H.Rob.
216. Ageratina petiolaris (Moc. & Sessé ex DC.) R.M.King & H.Rob.
217. Ageratina photina (B.L.Rob.) R.M.King & H.Rob.
218. Ageratina pichinchensis (Kunth) R.M.King & H.Rob.
219. Ageratina pochutlana B.L.Turner
220. Ageratina popayanensis (Hieron.) R.M.King & H.Rob.
221. Ageratina potosina B.L.Turner
222. Ageratina pringlei (B.L.Rob. & Greenm.) R.M.King & H.Rob.
223. Ageratina proba (N.E.Br.) R.M.King & H.Rob.
224. Ageratina prunellifolia (Kunth) R.M.King & H.Rob.
225. Ageratina prunifolia (Kunth) R.M.King & H.Rob.
226. Ageratina pseudochilca (Benth.) R.M.King & H.Rob.
227. Ageratina pseudogracilis H.Rob.
228. Ageratina psilodora (B.L.Rob.) R.M.King & H.Rob.
229. Ageratina queretaroana B.L.Turner
230. Ageratina ramireziorum (J.Espinosa) B.L.Turner
231. Ageratina ramonensis (B.L.Rob.) R.M.King & H.Rob.
232. Ageratina rangelii H.Rob.
233. Ageratina regalis H.Rob.
234. Ageratina resinifera H.Rob.
235. Ageratina resiniflua (Urb.) R.M.King & H.Rob.
236. Ageratina reticulifora (Standl. & L.O.Williams) R.M.King & H.Rob.
237. Ageratina rhodopappa (B.L.Rob.) R.M.King & H.Rob.
238. Ageratina rhodopoda (B.L.Rob.) R.M.King & H.Rob.
239. Ageratina rhomboidea (Kunth) R.M.King & H.Rob.
240. Ageratina rhypodes (B.L.Rob.) R.M.King & H.Rob.
241. Ageratina rhytidodes (B.L.Rob.) R.M.King & H.Rob.
242. Ageratina riparia (Regel) R.M.King & H.Rob.
243. Ageratina riskindii B.L.Turner
244. Ageratina rivalis (Greenm.) R.M.King & H.Rob.
245. Ageratina roanensis (Small) E.E.Lamont
246. Ageratina robinsoniana (Greene) B.L.Turner
247. Ageratina roraimensis (N.E.Br.) R.M.King & H.Rob.
248. Ageratina rosei H.Rob.
249. Ageratina rothrockii (A.Gray) R.M.King & H.Rob.
250. Ageratina rubricaulis (Kunth) R.M.King & H.Rob.
251. Ageratina rupicola (B.L.Rob. & Greenm.) R.M.King & H.Rob.
252. Ageratina salicifolia R.M.King & H.Rob.
253. Ageratina saltillensis (B.L.Rob.) R.M.King & H.Rob.
254. Ageratina salvadorensis R.M.King & H.Rob.
255. Ageratina sandersii B.L.Turner
256. Ageratina saxorum (Standl. & Steyerm.) R.M.King & H.Rob.
257. Ageratina schaffneri (Sch.Bip. ex B.L.Rob.) R.M.King & H.Rob.
258. Ageratina scopulorum (Wedd.) R.M.King & H.Rob.
259. Ageratina scorodonioides (A.Gray) R.M.King & H.Rob.
260. Ageratina seleri B.L.Turner
261. Ageratina serboana B.L.Turner
262. Ageratina serrulata H.Rob.
263. Ageratina shastensis (D.W.Taylor & Stebbins) R.M.King & H.Rob.
264. Ageratina simulans (B.L.Rob.) R.M.King & H.Rob.
265. Ageratina sodiroi (Hieron.) R.M.King & H.Rob.
266. Ageratina soejimana B.L.Turner
267. Ageratina solana B.L.Turner
268. Ageratina sotarensis (Hieron.) R.M.King & H.Rob.
269. Ageratina sousae B.L.Turner
270. Ageratina spooneri B.L.Turner
271. Ageratina standleyi R.M.King & H.Rob.
272. Ageratina sternbergiana (DC.) R.M.King & H.Rob.
273. Ageratina stictophylla (B.L.Rob.) R.M.King & H.Rob.
274. Ageratina stricta (A.Gray) R.M.King & H.Rob.
275. Ageratina subcoriacea R.M.King & H.Rob.
276. Ageratina subferruginea (B.L.Rob.) R.M.King & H.Rob.
277. Ageratina subinclusa (Klatt) R.M.King & H.Rob.
278. Ageratina sundbergii B.L.Turner
279. Ageratina tambillensis (Hieron.) R.M.King & H.Rob.
280. Ageratina tarmensis (B.L.Rob.) R.M.King & H.Rob.
281. Ageratina tejalapana B.L.Turner
282. Ageratina tenuis (R.E.Fr.) R.M.King & H.Rob.
283. Ageratina textitlana B.L.Turner
284. Ageratina theifolia (Benth.) R.M.King & H.Rob.
285. Ageratina thyrsiflora (Greene) R.M.King & H.Rob.
286. Ageratina tinifolia (Kunth) R.M.King & H.Rob.
287. Ageratina tomentella (Schrad.) R.M.King & H.Rob.
288. Ageratina tonduzii (Klatt) R.M.King & H.Rob.
289. Ageratina tovarae H.Rob.
290. Ageratina trianae H.Rob.
291. Ageratina triangulata (Alamán ex DC.) B.L.Turner
292. Ageratina triniona (McVaugh) R.M.King & H.Rob.
293. Ageratina tristis (DC.) R.M.King & H.Rob.
294. Ageratina urbani (Ekman ex Urb.) R.M.King & H.Rob.
295. Ageratina vacciniifolia (Benth.) R.M.King & H.Rob.
296. Ageratina vallincola (DC.) R.M.King & H.Rob.
297. Ageratina venulosa (A.Gray) R.M.King & H.Rob.
298. Ageratina vernalis (Vatke & Kurtz) R.M.King & H.Rob.
299. Ageratina vernicosa (Sch.Bip. ex Greenm.) R.M.King & H.Rob.
300. Ageratina viburnoides (DC.) R.M.King & H.Rob.
301. Ageratina viejoana B.L.Turner
302. Ageratina villarrealii B.L.Turner
303. Ageratina villonacoensis H.Rob.
304. Ageratina viscosa (Kunth) R.M.King & H.Rob.
305. Ageratina viscosissima (Rolfe) R.M.King & H.Rob.
306. Ageratina warnockii B.L.Turner
307. Ageratina websteri H.Rob.
308. Ageratina wrightii (A.Gray) R.M.King & H.Rob.
309. Ageratina wurdackii R.M.King & H.Rob.
310. Ageratina yaharana B.L.Turner
311. Ageratina yecorana B.L.Turner
312. Ageratina zapalinama B.L.Turner
313. Ageratina zaragozana B.L.Turner
314. Ageratina zinniifolia (B.L.Rob.) R.M.King & H.Rob.
315. Ageratina zunilana (Standl. & Steyerm.) R.M.King & H.Rob.

## Sinonimi
- Batschia Moench; Methodus: 567 (1794), nom. illeg.
- Bustamenta Alamán ex DC.; Prodr. [A. DC.] 5: 166 (1836)
- Kyrstenia Neck. ex Greene; Leafl. Bot. Observ. Crit. 1: 8 (1903)
- Mallinoa J.M.Coult.; Bot. Gaz. 20: 47 (1895)
- Pachythamnus (R.M.King & H.Rob.) R.M.King & H.Rob.; Phytologia 23: 153 (1972)
- Piptothrix A.Gray; Proc. Amer. Acad. Arts 21: 383 (1886)